# 伊朗尖條鰍
伊朗尖條鰍（學名：Oxynoemacheilus bergianus），為輻鰭魚綱鯉形目條鰍科尖條鰍屬的其中一種。分布於亞洲伊朗西北部烏魯米耶湖和納馬克湖流域，本魚體延長呈圓柱形，口亞下位，具觸鬚3對，體色黃褐色，魚鰭橘紅色，體側具數條不規則形狀的黑色橫向條紋，背鰭及尾鰭具有數列排列整齊的黑色斑點，尾鰭叉形，體長可達7.6公分，棲息在礫石底質的底層水域，生活習性不明。

## 扩展阅读
維基物種上的相關：伊朗尖條鰍